# Barba non facit philosophum

Barba non facit philosophum este o frază latină care înseamnă „Barba nu-l face pe filosof.”
Această frază se referă la faptul că omul, chiar dacă se decorează cu tot felul de accesorii care doresc să arate un anume talent, nu înseamnă că chiar îl are.

## Origine
Potrivit autorului latin Aulus Gellius, un om într-o mantie, „cu părul lung și o barbă care aproape că-i ajungea până la brâu”, a venit odată la aristocratul și omul de litere atenian Herodes Atticus (fost consul roman), care era renumit pentru „farmecul și elocvența sa grecească”, și i-a cerut bani εἰς ἄρτους („pentru pâine”). Când Herodes l-a întrebat cine este, omul, aparent ofensat, a răspuns că este filozof, adăugând că se miră că Herodes a considerat necesar să-l întrebe ceea ce era evident.
„Văd”, a spus Herodes, „barba și văd mantaua, dar pe filosof nu-l zăresc.”
Unii dintre tovarășii lui Herodes i-au explicat că omul era de fapt un cerșetor „lipsit de caracter”, al cărui comportament era adesea abuziv, acoperindu-i cu ocări pe cei care îi refuzau cererile. Auzind acestea, Herodes a spus: „Să-i dăm, totuși, câțiva bănuți, oricum ar fi el, nu pentru că el este un om, ci pentru că noi suntem oameni” și a ordonat să se dea suficienți bani omului pentru ca el să-și „cumpere pâine timp de treizeci de zile”.